# NWA Alberta Tag Team Championship
L'NWA Alberta Tag Team Championship è stato un titolo di proprietà della federazione National Wrestling Alliance (NWA) che ne concesse l'utilizzo alla federazione canadese Stampede Wrestling.

## Storia
Originariamente creato dalla NWA nel 1954, fu utilizzato per la divisione tag team da Stampede Wrestling per i propri campionati prima di essere sostituito dall'NWA International Tag Team Championship (Calgary Version).

## Albo d'oro
| Lottatori                                                                          | Regni | Data             | Luogo            | Note |
| ---------------------------------------------------------------------------------- | ----- | ---------------- | ---------------- | ---- |
| Bob Mike e Seelie Samara                                                           | 1     | 5 marzo 1954     | Calgary, Alberta |      |
| Frank Marconi e Jim Henry                                                          | 1     | 10 marzo 1954    | Calgary          |      |
| Jean Baillargeon e Seelie Samara                                                   | 1     | 23 aprile 1954   | Calgary          |      |
| Jim Henry e Mr. E                                                                  | 1     | 7 maggio 1954    | Calgary          |      |
| George Scott e Sandy Scott                                                         | 1     | 1º luglio 1954   | Calgary          |      |
| Chico Garcia e Roberto Pico                                                        | 2     | 16 luglio 1954   | Calgary          |      |
| George Scott e Sandy Scott (2)                                                     | 1     | 23 luglio 1954   | Calgary          |      |
|                                                                                    |       |                  |                  |      |
| Ivan Kameroff e Steve Gob                                                          | 1     | 1955             | Calgary          |      |
|                                                                                    |       |                  |                  |      |
| Fritz Von Erich e Lou Sjoberg                                                      | 1     | 22 marzo 1955    | Calgary          |      |
| Earl McCready & Sky Hi Lee                                                         | 1     | 2 aprile 1955    | Calgary          |      |
| Fritz Von Erich e Lou Sjoberg                                                      | 2     | 5 maggio 1955    | Calgary          |      |
| Don Lee e Sky Hi Lee (2)                                                           | 1     | 20 maggio 1955   | Calgary          |      |
|                                                                                    |       |                  |                  |      |
| Jim Wright e Roberto Pico                                                          | 1     | 1956             | Calgary          |      |
|                                                                                    |       |                  |                  |      |
| George Scott e Sandy Scott                                                         | 3     | 13 aprile 1956   | Calgary          |      |
| Charro Azteca e Fritz von Ulm                                                      | 1     | 10 novembre 1956 | Calgary          |      |
| John Foti e John Paul Henning                                                      | 1     | 14 dicembre 1956 | Calgary          |      |
| Titolo sostituito con l'NWA International Tag Team Championship (Calgary Version). |       |                  |                  |      |